# Zinka Svetelj
Zinka Svetelj, slovenska višja medicinska sestra in menedžerka, * 25. september 1933, Šenčur, † 6. januar 2013
Zaključila je višjo medicinsko šolo v Ljubljani. Na delo je odšla v Šentvid pri Stični, kjer je iz stare kmetije razvila Zavod za revmatične in srčne rekonvalescente za mladino "dr. Marko Gerbec" (danes Bolnišnica za otroke v Šentvidu pri Stični), ki ga je vodila do upokojitve konec leta 1990. Bila je prostovoljka pri Rdečem Križu.

## Nagrade in priznanja
Leta 1997 je prejela častni znak svobode Republike Slovenije z naslednjo utemeljitvijo: »za predano organizacijsko in drugo delo v Zavodu za revmatične in srčne rekonvalescente za mladino “Dr. Marko Gerbec”, Šentvid pri Stični«.